# Scelorchilus
Scelorchilus is een geslacht van zangvogels uit de familie tapaculo's (Rhinocryptidae).

## Soorten
Het geslacht kent de volgende soort:
- Scelorchilus albicollis – Witkeeltapaculo
- Scelorchilus rubecula – Roodkeeltapaculo